# Urtea graeca
Urtea graeca är en skalbaggsart som beskrevs av Paulus 2004. Urtea graeca ingår i släktet Urtea och familjen varvsflugor. Inga underarter finns listade i Catalogue of Life.